# Beorna
Beonna (també escrit Beorna) va ser rei de l'Ànglia de l'Est des del 749 fins al 760, conjuntament amb Alberht i potser un tercer rei anomenat Hun. No tots els experts estan d'acord amb la datació del seu regnat ni en el tipus de regnat que va ser, alguns han suggerit que potser va governar en solitari i lliure de la dominació de Mèrcia des del 758. No hi ha gaire informació sobre el seu regnat o sobre la seva vida, ja que cap historiador de la seva època en va escriure sobre el tema. Tot el que se sabia fins fa poc eren breus esments fets per cronistes posteriors, i el 1980 es va poder verificar la seva existència per mitjà d'unes monedes trobades amb el seu nom, les quals han permès també fer deduccions sobre les relacions econòmiques i lingüístiques entre l'Ànglia de l'Est amb altres parts de l'illa de la Gran Bretanya i d'Europa.

## La identificació de Beonna

### La recerca d'informació
La identificació de Beonna com a rei de l'Ànglia de l'Est no va ser fàcil. Una de les poques fonts documentals on es parla del seu període era la Historia Regum, escrita al segle xii, on es diu que, després de la mort d'Ælfwald, el reialme va ser repartit entre Hunbeanna i Alberht. La redacció d'aquest llibre es va atribuir a Simeó de Durham, però actualment es creu més probable que la seva autoria sigui de Byrhtferth de Ramsey, que l'hauria fet a finals del segle x. Un altre recurs per estudiar aquesta època era el Chronicon ex chronicis que es pensava que va ser obra de Florentius de Worcester al segle xii, on es deia que "Beornus" va ser rei de l'Ànglia de l'Est. Una tercera font d'informació era la llista de reis del mateix llibre on consta que:«Durant el regnat d'Offa, rei de Mèrcia, Beonna regnava a l'Ànglia de l'Est, i després d'ell Æthelred ...»
En la secció de l'any 749 del Flores Historiarum, escrit pel cronista Mateu de París al segle xiii, també relata que: «Ethelwold, rei de l'Ànglia de l'Est va morir i Beonna i Ethelbert van dividir aquell domini entre ells.» Els historiadors H. M. Chadwick i Dorothy Whitelock van suggerir que la paraula Hunbeanna era la unió de dos noms, Hun i Beanna, i que en realitat la divisió del regne va ser en tres parts. Segons Steven Plunkett, la paraula Hunbeanna deu ser el resultat d'una errada d'un escriba.
El regne potser no va estar governat conjuntament per Alberht i Beonna. Generalment s'accepta que Alberht i el darrer Æthelberht II, que va governar l'Ànglia de l'Est fins a la seva mort el 794, són reis diferents, però l'historiador Kirby creu que podrien ser la mateixa persona. Segons la seva teoria, Beonna hauria pujat al tron vers l'any 758 i les monedes amb el seu nom podrien indicar que l'Ànglia de l'Est va trencar la relació de vassallatge amb Mèrcia durant un temps, per tant el regnat de Beonna podria estar relacionat amb la desintegració de l'hegemonia de Mèrcia que es va produir a la mort d'Æthelbald.

### La paraulaHunbeanna
El reconeixement de Beonna com a veritable figura històrica obre pas al plantejament que la paraula Hunbeana estigui formada per dos elements: Podria ser que Beanna o Beonna fos la forma escurçada del nom. Pel que fa a l'element Hun del nom val a dir que era bastant comú entre els anglosaxons dels segles VIII i IX. Durant el segle ix van haver bisbes de l'Ànglia de l'Est que portaven aquest element en el seu nom: Ælfhun, Hunferthus i Hunbeorht (bisbes de Helmham) i Æthelhun (bisbe de Worcester). Hi ha diversos topònims a Anglaterra que el porten, com Hunsdon (Hertfordshire) i Hunston (West Sussex). Podria ser que Hun fos una figura històrica, un cap de tribu o líder al qual honoraven portant el seu nom a continuació d'un altre.
Una explicació alternativa seria que el text en llatí en què s'esmenta Hunbeanna, sigui una traducció d'un text anterior escrit en anglès antic i que el copista va malinterpretar la paraula d'inici pensant que era part del nom de Beonna. Generalment la paraula d'inici de les cronografies en anglès antic era "Her" (que volia dir: «En aquest any...») i la lletra r fàcilment la podia haver confós amb la lletra n, és a dir: "Her Beanna" → "Hunbeanna".

### Beornred de Mèrcia
Charles Oman va proposar que Beornred, que el 757 va ser durant un breu temps rei de Mèrcia, fins que Offa el va fer fora, podria ser la mateixa persona que Beonna. Una hipòtesi alternativa seria que Beonna i Beornred podrien haver estat parents d'una mateixa dinastia, els quals ambicionaven governar Mèrcia i l'Ànglia de l'Est. Cap membre conegut de la família dels Wuffingas va portar un nom que comencés per B, però sí que la van portar alguns governants de Mèrcia.
El 1996, Marion Archibald i Valerie Fenwick van proposar una altra hipòtesi, basada en les proves que aporten les monedes i els documents posteriors a la conquesta normanda. Partint de que Beonna i Beornred eren la mateixa persona, podria ser que després de la mort d'Ælfwald l'any 749, Æthelbald de Mèrcia col·loqués algú anomenat Beornred/Beonna a càrrec del govern del nord de l'Ànglia de l'Est (Norfolk) i Alberht (que probablement era un membre dels Wuffingas) a càrrec del govern del sud (Suffolk). Segons Archibald i Fenwick, després que Æthelbald fos assassinat el 757, Beornred/Beonna va esdevenir rei de Mèrcia, període durant el qual les seves monedes són més abundants a l'Ànglia de l'Est, potser perquè per requeriments militars se'n van encunyar més. Per això després d'un regnat de només uns mesos, va acabar deposat per Offa i forçat a fugir fins a l'Ànglia de l'Est. Alberht, que havia provat d'instaurar la independència de l'Ànglia de l'Est i governar en solitari, el va succeir durant un temps curt, però va ser deposat per Beornred/Beonna quan va arribar exiliat vers l'any 760. Poc després, entre el 760 i el 765, Offa va aconseguir tenir autoritat sobre tota l'Ànglia de l'Est i va eliminar Beonna.

## Monedes
Els reis anglosaxons van fer encunyar monedes des de la dècada del 620 en endavant, primer d'or i després d'electre (un aliatge d'or i plata) i finalment només de plata. Poc se sap sobre com estaven organitzada la producció de monedes durant el regnat de Beonna, però cal suposar que els encunyadors d'aquest període actuaven sota ordres del rei, que enviaria algú a supervisar els dissenys. Una creixent escassetat de lingots al nord-oest d'Europa durant la primera meitat del segle viii va ser probablement la principal causa del deteriorament en la proporció dels metalls preciosos amb què estaven fetes les monedes locals trobades, anomenades scettas. Vers el 740, Eadberht de Northúmbria va ser el primer rei que va reaccionar davant aquesta crisi i va fer un nou tipus de moneda de pes consistent i una alta proporció de plata que finalment va reemplaçar la moneda devaluada. Altres reis van seguir el seu exemple, inclòs Beonna i Pipí el Breu.
Les monedes de Beonna s'han trobat principalment en dos jaciments arqueològics importants i la resta escampades per diversos llocs. Fins al 1968, només se n'havien trobat cinc monedes i en la dècada següent se'n van trobar algunes més fins que el 1980 es va trobar un tresor a Middle Harling, al nord-est de Thetford, a prop de la frontera entre els comtats de Norfolk i Suffolk. En aquest lloc se'n van trobar un total de cinquanta-vuit monedes, després se'n van trobar catorze a Burrow Hill (Suffolk) i trenta-cinc repartides per diferents llocs de l'Ànglia de l'Est. Actualment n'hi ha més de cent i la majoria estan al Museu Britànic.
Beonna va ser el primer dels reis de l'Ànglia de l'Est del qual consta en les monedes el nom i el títol del governant. Les seves monedes són de mida una mica més grans que les anteriors sceattas, però són petites comparades amb els penics fets a l'Ànglia de l'Est dècades després. Les paraules estan escrites amb l'alfabet rúnic, per la qual cosa serveixen per l'estudi de l'aplicació d'aquell tipus de grafies. En temps de Beonna hi havia tres encunyadors i els seus noms eren: Werferth, Efe i Wilred. Les monedes fetes per Werferth són considerades les més antigues. Les seves monedes i les que es van fer sota l'autoritat d'Eadberht de Northúmbria contenien un 70% de plata i eren semblants en tipus i en detalls, això fa pensar que primer va treballar per Eadberht, ja que el regnat d'Eadberht va començar el 738, alguns anys abans que Beonna fos rei de l'Ànglia de l'Est.
Després de les de Werferth, l'encàrrec de monedes va recaure en Efe: aquestes són les monedes més nombroses i tenen diferències al llarg del temps. L'anàlisi de la distribució suggereix que la seca d'Efe estava al nord de Suffolk o al sud de Norfolk. És possible que el nom d'una vila de Suffolk, Euston, derivi del nom de l'encunyador, Efe.
En l'anvers de les fetes per Efe apareix el nom del rei i el seu títol, en una barreja d'alfabet llatí i alfabet rúnic, de vegades amb omissions o amb les lletres poc definides. El nom del rei està al voltant d'un motiu central que acostuma a ser una creu inscrita en un cercle de punts. Aquest disseny probablement deriva del de les monedes de Northúmbria. En el revers hi ha una creu i les lletres E F E, repartides en quatre sectors separats per línies, però sense cap ordre. Es creu que encara no s'han trobat tots els dissenys que feia servir en els motllos d'encunyar.
Les monedes fetes pel darrer dels encunyadors, Wilred, són tan diferents de les d'Efe que és poc probable que es fessin a la mateixa seca ni en la mateixa època. També es pot donar per cert que Wilred va ser el mateix que va encunyar monedes per al rei Offa de Mèrcia, possiblement a Ipswich. Les monedes fetes per Wilred es poden fer servir per demostrar la influència d'Offa en aquest país va passar en una data anterior a què s'havia suposat, però no són de gaire utilitat per determinar amb seguretat les dates del regnat de Beonna. El nom de Wilred sempre està escrit amb grafies rúniques. En gairebé a totes les seves monedes hi ha dues creus en el revers col·locades entre les lletres del seu nom (+ wil + red), en moltes hi ha a l'anvers creus entre les lletres del nom del rei més una runa. Aquesta única runa, semblant a la forma ᚹ, potser és el símbol que representa la paraula walda («governant»).
Hi ha un tipus de moneda de Beonna que no porta el nom de l'encunyador i té en el revers un dibuix en forma de nus o cordes entrellaçades. Una d'aquestes es va trobar a Dorestad, que va ser en època de Beonna un important centre mercantil: són un tipus de moneda que s'assemblen als deniers dels francs o dels frisis fets a l'àrea de Maastricht.
El regnat de Beonna va coincidir amb l'arribada al tron de Pipí I el Breu com a rei dels francs, que va ser després del 742, i amb la subsegüent pèrdua de poder de la dinastia Merovíngia, i també amb el martiri de sant Bonifaci i els seus seguidors a Frísia el 754. En dues monedes està la runa a dins de la paraula Beonna; aquesta grafia només s'havia trobat en territori frisi, cosa que indica que hi van haver relacions comercials i de llenguatge entre ambdós països.